# 哥本哈根市郊铁路Ex线
哥本哈根市郊铁路Ex线是哥本哈根市郊铁路网络中一条已停运线路，运营期间是哥本哈根市郊铁路E线的支线。1968年5月26日第一次开通，1972年10月1日第一次停运。1983年9月25日第二次开通，2007年9月23日第二次停运。

## 第一次开通期间（1968年—1972年）
哥本哈根市郊铁路Ex线于1968年5月26日与哥本哈根市郊铁路E线一同首通。哥本哈根市郊铁路Ex线第一次开通期间的大致走向为：哥本哈根火车总站⟷希勒勒站（不停靠其中东门站⟷比克勒站之间各站）。1972年10月1日第一次停运。

## 第二次开通期间（1983年—2007年）
1983年9月25日，哥本哈根市郊铁路Ex线第二次开通。2007年9月23日第二次停运。第二次开通期间曾多次变更线路及停靠站。

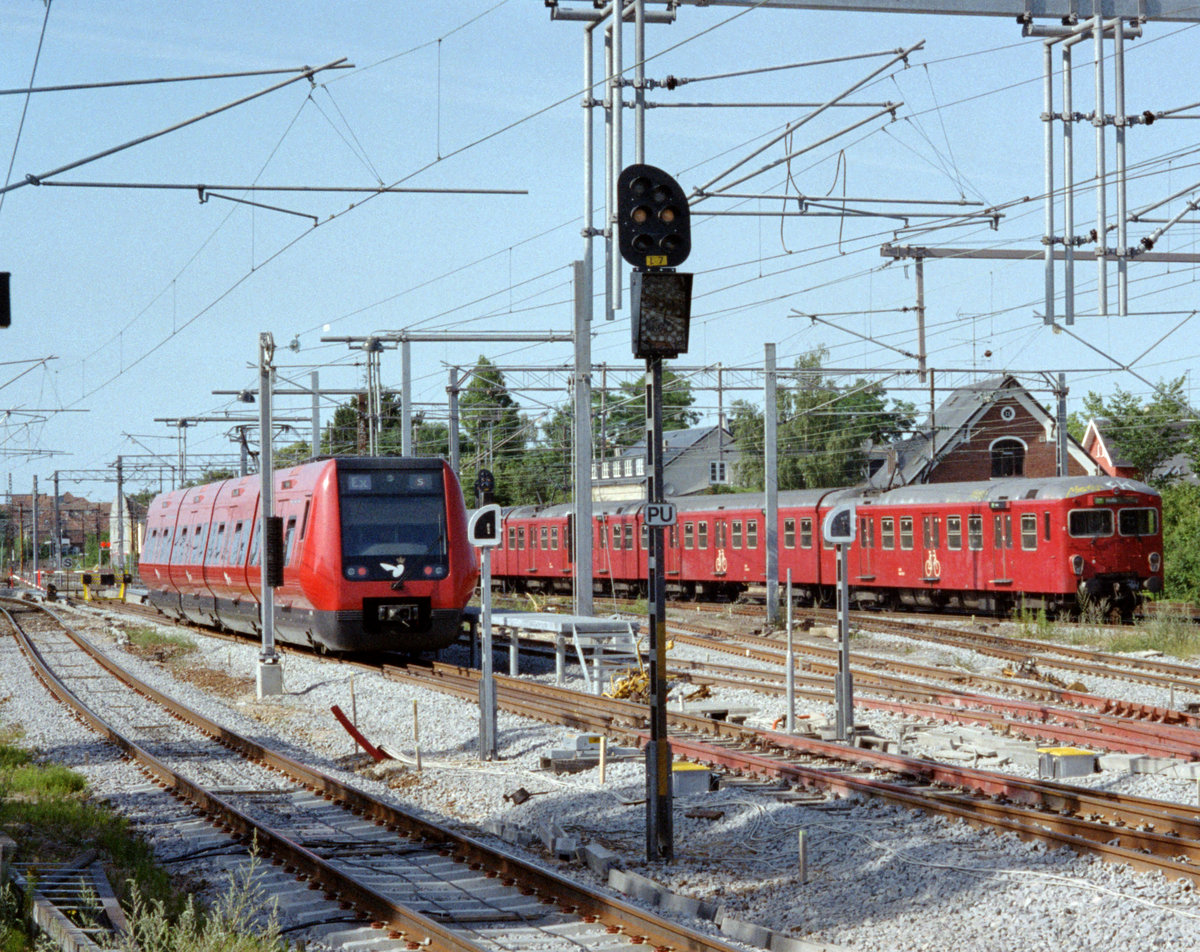
图中左侧列车即为第二次开通期间的哥本哈根市郊铁路Ex线列车，2006年7月拍摄于海勒鲁普站

| 开始执行时间 | 大致走向                                   | 备注                                                                                  |
| ------------ | ------------------------------------------ | ------------------------------------------------------------------------------------- |
| 1983年       | 克厄站⟷哥本哈根火车总站                    | 洪迪厄站⟷哥本哈根火车总站之间仅停靠谢勒站。                                           |
| 1986年       | 克厄站⟷哥本哈根火车总站⟷海勒鲁普站         | 伊斯霍伊站⟷哥本哈根火车总站之间仅停靠谢勒站。                                         |
| 1989年       | 克厄站⟷哥本哈根火车总站⟷海勒鲁普站         | 伊斯霍伊站⟷谢勒站之间仅停靠自由站。                                                   |
| 1995年       | 索尔勒斯特兰站⟷哥本哈根火车总站⟷海勒鲁普站 | 伊斯霍伊站⟷哥本哈根火车总站之间仅停靠自由站、南港站。 不停靠东门站⟷霍尔特站之间各站。 |
| 1998年       | 索尔勒斯特兰站⟷哥本哈根火车总站⟷海勒鲁普站 | 不停靠自由站⟷哥本哈根火车总站之间各站。                                               |
| 2000年       | 索尔勒斯特兰站⟷哥本哈根火车总站            | 不停靠自由站⟷哥本哈根火车总站之间各站。                                               |
| 2001年       | 索尔勒斯特兰站⟷哥本哈根火车总站⟷海勒鲁普站 | 不停靠自由站⟷哥本哈根火车总站之间各站。                                               |
| 2002年       | 克厄站⟷哥本哈根火车总站⟷海勒鲁普站         | 不停靠伊斯霍伊站⟷哥本哈根火车总站之间各站。                                           |
| 2006年       | 克厄站⟷哥本哈根火车总站⟷东门站             | 伊斯霍伊站⟷哥本哈根火车总站之间仅停靠谢勒站。                                         |
| 2007年       | 克厄站⟷哥本哈根火车总站⟷东门站             | 不停靠伊斯霍伊站⟷新埃勒比约站、谢勒站⟷哥本哈根火车总站之间各站。                      |